# Alexander Nevski-kathedraal (Nizjni Novgorod)
De Alexander Nevski-kathedraal (Russisch: Собор Александра Невского) is een Russisch-orthodoxe kathedraal in de Russische stad Nizjni Novgorod. Kathedraal van het bisdom Nizjni Novgorod van de Russisch-Orthodoxe Kerk.

## Geschiedenis
De eerste aanzet tot de bouw van de kerk was het indienen van een verzoek van een handelaar tot de bouw van een kerk op het handelsgebied van Nizjni Novogorod. Dit in verband met een aanstaand bezoek van Alexander II aan de stad. Er werd een aanvang gemaakt met het verzamelen van de benodigde middelen. Een eerste ontwerp werd afgekeurd wegens geldgebrek. Uiteindelijk werd gekozen voor een ontwerp van de jonge architect Lev Vladimirovitsj Dal. De kerk werd gebouwd tussen 1867 en 1880. Op 20 juli 1881 werd de kathedraal ingewijd in aanwezigheid van tsaar Alexander III, Maria Fjodorovna en hun zoon Nicolaas. De kathedraal is gewijd aan de Russische grootvorst en heilig verklaarde Alexander Nevski. Het werd een monumentaal gebouw met vijf achthoekige tenttorens. In het gebouw werden verschillende bouwstijlen verwerkt. De kathedraal werd voornamelijk gebruikt door de kooplieden van het handelsgebied waarop de kerk stond. Tevens werd de kerk gebruikt wanneer er vieringen met hooggeplaatste gasten plaatsvonden.

## Sovjetperiode
Na de Oktoberrevolutie brak er een moeilijke periode voor de kerk aan. De kerk werd zoals de meeste kerken in het land gesloten en de waardevolle voorwerpen werden in beslag genomen. In de winter van 1930 werden de houten voorwerpen en ornamenten van de kerk gesloopt om als brandhout te dienen in lokale gebouwen. Enkele gelovigen waren in staat om een aantal iconen te redden, waaronder het miraculeuze icoon van de Moeder Gods en het Heilige Kruis. Er werden plannen ontwikkeld om de kathedraal te slopen en op de plaats een vuurtoren op te richten met een monument voor Lenin. Dit project werd echter nooit uitgevoerd, al werden ter voorbereiding ervan de tenttorens alvast afgebroken. In de Tweede Wereldoorlog werd op de voormalige kathedraal afweergeschut geplaatst, dat het luchtruim boven de stad moest verdedigen tegen aanvallen. Een brand in de jaren 40 vernielde de muurschilderingen van het interieur.

## Heropening
In juni 1992 keerde de kathedraal terug naar de Russisch-orthodoxe Kerk. De kerkgemeenschap besteedde veel tijd en werk aan de restauratie en reconstructie van het interieur. Aan de hand van oude foto's werd de iconostase gereconstrueerd. In 2009 verleende Patriarch Kirill bij een bezoek aan de kathedraal de kerk de status van kathedraal. Vanaf 2010 werd begonnen met het beschilderen van de muren. In de nabijheid van de kerk wordt een klokkentoren gebouwd waarin de op twee na zwaarste klok van Rusland komt te hangen. De klok is in 2011 gegoten op een scheepswerf in Sint-Petersburg, weegt 60 ton en heeft een diameter van 4 meter.